# العلاقات السعودية السويسرية
العلاقات السعودية السويسرية، ترتبط المملكة العربية السعودية وسويسرا بعلاقات وطيدة تمتد إلى القرن الماضي حيث أقيمت العلاقات الدبلوماسية بين البلدين عام 1927م وتنامت مسيرة العلاقات بينهما منذ ذلك التاريخ حتى اليوم وتواصل الحوار بين قيادتي البلدين من خلال الزيارات المتبادلة واللقاءات بين المسئولين في المملكة وسويسرا لإجراء المزيد من التنسيق وبحث وتعميق سبل التعاون الثنائي لتدعيم العلاقات بينهما في جميع المجالات ومختلف الميادين.

## المجال الاقتصادي
في المجال الاقتصادي .. بلغت ذروة العلاقات التجارية بين المملكة وسويسرا عام 1975م بتشكيل اللجنة المشتركة السعودية السويسرية والتي عقدت اجتماعها التاسع في العاصمة السويسرية بيرن في شهر صفر عام 1430هـ. وتم في هذا الاجتماع التوقيع على برنامج عمل لتنمية الشراكة الاستثمارية والتجارية بين البلدين.
وناقشت اللجنة خلال اجتماعاتها عدداً من الموضوعات الهادفة بالإضافة إلى تعزيز التعاون الاقتصادي والتجاري والاستثماري والعلمي والفني بين البلدين.

## وصلات خارجية
- وزارة الخارجية السعودية (بالعربية)
- Ministry of Foreign Affairs of Kingdom of Saudi Arabia (بالإنجليزية)